# اچ‌ام‌ای‌اس پویانگ
اچ‌ام‌ای‌اس پویانگ (به انگلیسی: HMAS Poyang) یک کشتی بود که طول آن ۲۹۹٫۷ فوت (۹۱٫۳ متر) بود. این کشتی در سال ۱۹۲۰ ساخته شد.